# Barone Arundell di Wardour
Barone Arundell di Wardour (Baron Arundell of Wardour) era un titolo ereditario della nobiltà britannica nella Parìa inglese (Pari d'Inghilterra).
Il titolo venne creato nel 1605 per Thomas Arundell, noto come "Thomas il Valente", figlio di Sir Matthew Arundell (m. 1598) e nipote di Sir Thomas Arundell (decapitato nel 1552) e di Margaret Howard, sorella della regina Catherine Howard. Arundell era già stato creato conte del Sacro Romano Impero dall'imperatore Rodolfo II del Sacro Romano Impero nel dicembre del 1595 (vedi poi). Venne succeduto da suo figlio, il II barone. Combatté come Realista nella Guerra civile inglese e venne mortalmente ferito nella Battaglia di Stratton del 1643. Suo figlio, il III barone, rimase implicato nel Popish Plot e venne imprigionato alla Torre di Londra per sei anni. Ad ogni modo, dopo l'ascesa di Giacomo II, venne restaurato a corte e prestò servizio come Lord Privy Seal dal 1687 al 1688. Un suo pronipote, l'VIII barone (il titolo discese sempre di padre in figlio), fu un avido collezionista d'arte ed accumulò una grandiosa collezione al New Wardour Castle.
Questi non ebbe figli e venne succeduto da suo cugino, il IX barone. Questi era figlio di James Everard Arundell, figlio minore del VI barone. Alla sua morte i titoli passarono al suo figlio primogenito, il X barone. Questi votò contro il Reform Bill 1832, l'unico pari cattolico a fare ciò. Senza eredi, venne succeduto da suo fratello minore, l'XI barone. Due dei figli dell'XI barone, il XII ed il XIII barone, si succedettero al titolo paterno. Quest'ultimo fu un sacerdote cattolico ed alla sua morte il titolo passò al suo cugino di terzo grado, il XIV barone. Questi era pronipote di Thomas Raymond Arundell, figlio minore del già menzionato James Everard Arundell, figlio minore del VI barone. Questi morì senza eredi e venne succeduto da suo fratello minore, il XV barone. Quando questi morì i suoi titoli passarono a suo figlio, il XVI barone. Questi venne ucciso nel corso della Seconda guerra mondiale nel 1944 e con lui il titolo si estinse.
John Richard Arundell, X Barone Talbot de Malahide (n. 1931) è figlio di Reginald John Arthur Talbot, che nel 1945 assunse per licenza reale il cognome e le armi degli Arundell, e che era a sua volta pronipote dell'ammiraglio Sir John Talbot e di sua moglie Mabile Mary Arundell, figlia di Robert Arthur Arundell, figlio quartogenito di James Everard Arundell, IX barone Arundell di Wardour e di Charlotte Stuart Parkin, figlia minore del dott. Henry Parkin, Ispettore Generale degli Ospedali.
I baroni prendevano il loro titolo da Wardour Castle nel Wiltshire, oggi in parte demolito.

## Baroni Arundell di Wardour (1605)

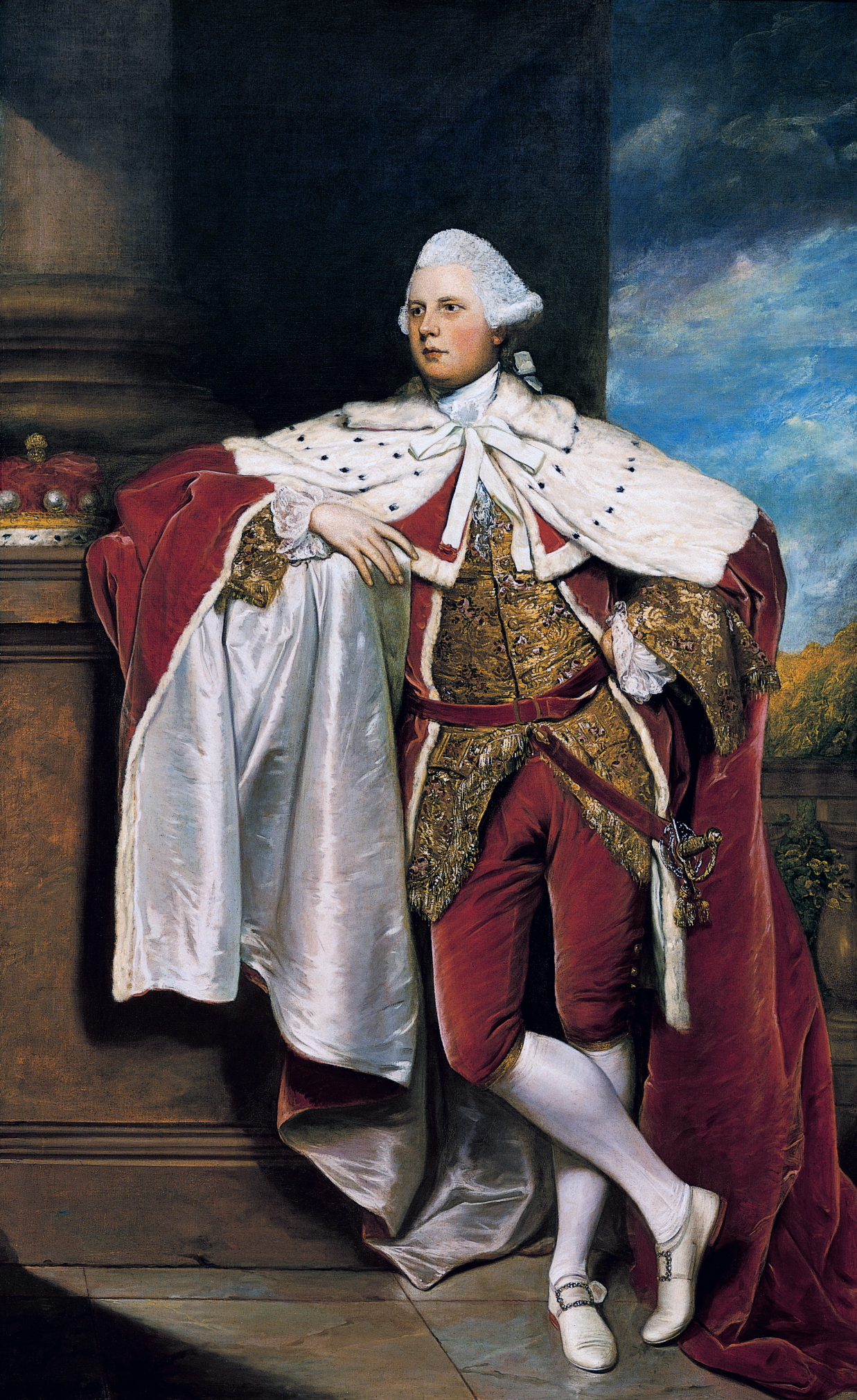
Henry Arundell, VIII barone Arundell di Wardour, in un ritratto di Sir Joshua Reynolds.

- Thomas Arundell, I barone Arundell di Wardour (1560–1639)
- Thomas Arundell, II barone Arundell di Wardour (1586–1643)
- Henry Arundell, III barone Arundell di Wardour (m. 1694)
- Thomas Arundell, IV barone Arundell di Wardour (1633–1712)
- Henry Arundell, V barone Arundell di Wardour (m. 1726)
- Henry Arundell, VI barone Arundell di Wardour (1694–1746)
- Henry Arundell, VII barone Arundell di Wardour (1717–1756)
- Henry Arundell, VIII barone Arundell di Wardour (1740–1808)
- James Everard Arundell, IX barone Arundell di Wardour (1763–1817)
- James Everard Arundell, X barone Arundell di Wardour (1785–1834)
- Henry Benedict Arundell, XI barone Arundell di Wardour (1804–1862)
- John Francis Arundell, XII barone Arundell di Wardour (1831–1906)
- Everard Aloysius Gonzaga Arundell, XIII barone Arundell di Wardour (1834–1907)
- Edgar Clifford Arundell, XIV barone Arundell di Wardour (1859–1921)
- Gerald Arthur Arundell, XV barone Arundell di Wardour (1861–1939)
- John Francis Arundell, XVI barone Arundell di Wardour (1907–1944)

## Conti Arundell di Wardour nel Sacro Romano Impero
Nel 1595, Thomas Arundell, poi primo barone Arundell di Wardour, venne creato conte del Sacro Romano Impero dall'imperatore Rodolfo II del Sacro Romano Impero per i suoi meriti militari in Ungheria contro i turchi.
La famiglia Arundell godette quindi di privilegi differenti a seconda delle titolature: i titoli inglesi vennero concessi unicamente secondo primogenitura, mentre il titolo di conte del Sacro Romano Impero poteva essere trasmesso a tutti gli eredi maschi della famiglia, motivo per cui tutti gli eredi di Thomas Arundell venivano spesso indicati come  "Count" (in tedesco: Graf).